# Карл фон Штремайр
Карл фон Штремайр (нім. Karl Ritter von Stremayr; *30 жовтня 1823, Грац, Австрійська імперія — †22 червня 1904, Потшах) — австро-угорський державний діяч. У 1879 заміщав посаду міністр-президента Цислейтанії.

## Біографія
Юрист, доктор юридичних наук. Працював адвокатом у Граці, викладав право в місцевому університеті. Був депутатом Ландтагу Штирії. З 1860 по 1880 — член Палати депутатів Рейхсрата, член фракції Німецькій ліберальної партії.
У 1870 і 1871-1880 — міністр культури і освіти, в 1874 провів закон про реформу державної політики в області Церкви, в зв'язку зі скасуванням Конкордату 1855. У 1879 і 1880 — одночасно міністр юстиції. Був одним з провідників нового закону про мови (Sprachenverordnung), який зобов'язував державних службовців в землях зі змішаним німецько-слов'янським населенням володіти обома мовами.
З 15 лютого по 12 серпня 1879 тимчасово виконував обов'язки міністр-президента Цислейтанії. Уже при призначенні, термін повноважень кабінету був обмежений закінченням виборчої кампанії з виборів Рейхсрата.
З 1891 по 1899 — Президент Верховного суду, потім до 1904 — член Палати панів Рейхсрата.
У 1876 австрійський композитор Антон Брукнер присвятив своєму покровителю, Штремайру, свою 5 симфонію.

## Нагороди
- Орден Залізної Корони І ступеня (1873)[1].
- Великий хрест ордена Леопольда (1880)[2].
- Великий хрест королівського угорського ордена Святого Стефана (1889)[3].
- Орден Святої Анни І ступеня (Російська імперія).